# Ezcabarte
Ezcabarte är en kommun i Spanien.   Den ligger i provinsen Provincia de Navarra och regionen Navarra, i den nordöstra delen av landet, 300 km nordost om huvudstaden Madrid. Antalet invånare är 1 707. Arean är 34 kvadratkilometer. Ezcabarte gränsar till Pamplona.
Terrängen i Ezcabarte är lite kuperad.